# Де Корвер, Бок
Йоханнес Мариус (Бок) де Корвер (нидерл. Johannes Marius "Bok" de Korver; 27 января 1883, Роттердам, Южная Голландия — 22 октября 1957, Роттердам, Южная Голландия) — нидерландский футболист, игравший на позициях защитника и центрального полузащитника. Наиболее известен как игрок роттердамской «Спарты», в составе которой выступал на протяжении 21 года, пятикратный чемпион Нидерландов. Является почётным членом «Спарты», Футбольного союза Нидерландов и Роттердамского футбольного союза. Один из одиннадцати игроков-участников первого официального матча в истории сборной Нидерландов.
В составе сборной сыграл 31 матч и забил 2 гола — бронзовый призёр Олимпийских игр 1908 и 1912 года.

## Личная жизнь
Йоханнес Мариус родился в январе 1883 года в Роттердаме. Отец — Энгелбертюс де Корвер, был родом из Гааги, мать — Йоханна Элизабет ван Оэйен, родилась в Зёйд-Бейерланде. Помимо него, в семье был ещё старший сын Кунрад Хендрик Бернардюс.
Де Корвер женился в возрасте тридцати одного года — его избранницей стала Хенритте Жаннетте Фрёйн, уроженка Роттердама. Их брак был зарегистрирован 3 декабря 1912 года в Роттердаме. В ноябре 1915 года у них родилась дочь по имени Йоханна, а в декабре 1916 года сын Джон (Джонни) Мэри. Его сын погиб во время Второй мировой войны в августе 1943 года на территории Голландской Ост-Индии, похоронен на военном кладбище в городе Канчанабури.
Умер 22 октября 1957 года в возрасте 74 лет в Роттердаме. Церемония кремации состоялась в крематории кладбища Вестервелд.

## Достижения
«Спарта»
- Чемпион Нидерландов (5): 1908/09, 1910/11, 1911/12, 1912/13, 1914/15
- Победитель турнира «Серебряный мяч» (3): 1910, 1913, 1923

## Матчи и голы за сборную
| №  | Дата            | Оппонент       | Д / Г | Счёт | Голы | Соревнование          |
| -- | --------------- | -------------- | ----- | ---- | ---- | --------------------- |
| 1  | 30 апреля 1905  | Бельгия        | Г     | 1:4  | —    | Товарищеский матч     |
| 2  | 14 мая 1905     | Бельгия        | Д     | 4:0  | 1    | Товарищеский матч     |
| 3  | 29 апреля 1906  | Бельгия        | Г     | 5:0  | —    | Товарищеский матч     |
| 4  | 13 мая 1906     | Бельгия        | Д     | 2:3  | —    | Товарищеский матч     |
| 5  | 21 декабря 1907 | Англия (люб.)  | Г     | 12:2 | —    | Товарищеский матч     |
| 6  | 29 марта 1908   | Бельгия        | Г     | 1:4  | 1    | Товарищеский матч     |
| 7  | 26 апреля 1908  | Бельгия        | Д     | 3:1  | —    | Товарищеский матч     |
| 8  | 10 мая 1908     | Франция        | Д     | 4:1  | —    | Товарищеский матч     |
| 9  | 22 октября 1908 | Великобритания | Г     | 4:0  | —    | Олимпийские игры 1908 |
| 10 | 23 октября 1908 | Швеция         | Д     | 2:0  | —    | Олимпийские игры 1908 |
| 11 | 25 октября 1908 | Швеция         | Д     | 5:3  | —    | Товарищеский матч     |
| 12 | 21 марта 1909   | Бельгия        | Г     | 1:4  | —    | Товарищеский матч     |
| 13 | 25 апреля 1909  | Бельгия        | Д     | 4:1  | —    | Товарищеский матч     |
| 14 | 11 декабря 1909 | Англия (люб.)  | Г     | 9:1  | —    | Товарищеский матч     |
| 15 | 13 марта 1910   | Бельгия        | Г     | 3:2  | —    | Товарищеский матч     |
| 16 | 10 апреля 1910  | Бельгия        | Д     | 7:0  | —    | Товарищеский матч     |
| 17 | 24 апреля 1910  | Германия       | Д     | 4:2  | —    | Товарищеский матч     |
| 18 | 16 октября 1910 | Германия       | Г     | 1:2  | —    | Товарищеский матч     |
| 19 | 19 марта 1911   | Бельгия        | Г     | 1:5  | —    | Товарищеский матч     |
| 20 | 2 апреля 1911   | Бельгия        | Д     | 3:1  | —    | Товарищеский матч     |
| 21 | 17 апреля 1911  | Англия (люб.)  | Д     | 0:1  | —    | Товарищеский матч     |
| 22 | 10 марта 1912   | Бельгия        | Г     | 1:2  | —    | Товарищеский матч     |
| 23 | 16 марта 1912   | Англия (люб.)  | Г     | 4:0  | —    | Товарищеский матч     |
| 24 | 24 марта 1912   | Германия       | Д     | 5:5  | —    | Товарищеский матч     |
| 25 | 28 апреля 1912  | Бельгия        | Д     | 4:3  | —    | Товарищеский матч     |
| 26 | 29 июня 1912    | Швеция         | Г     | 3:4  | —    | Олимпийские игры 1912 |
| 27 | 17 ноября 1912  | Германия       | Г     | 1:2  | —    | Товарищеский матч     |
| 28 | 9 марта 1913    | Бельгия        | Г     | 3:3  | —    | Товарищеский матч     |
| 29 | 24 марта 1913   | Англия (люб.)  | Д     | 2:1  | —    | Товарищеский матч     |
| 30 | 20 апреля 1913  | Бельгия        | Д     | 2:4  | —    | Товарищеский матч     |
| 31 | 15 ноября 1913  | Англия (люб.)  | Г     | 2:1  | —    | Товарищеский матч     |

1. 1 2 3 4 5 6  Не является официальным товарищеским матчем ФИФА.

Итого: 31 матч / 2 гола; 19 побед, 2 ничьи, 10 поражений.